# Atol
Atol je prstenasti koraljni greben. Obično imaju prstenasti ili polukružni oblik, a u sredini je plitki zaljev − laguna. 
Ovaj koraljni greben prstenastog oblika koji zatvara plitku lagunu jest na mjestu nekadašnjeg vulkanskog otoka. Većina atola je rasprostranjena diljem Tihog oceana, a ti se uglavnom pusti koraljni grebeni danas turistički valoriziraju ili služe kao poligoni za ispitivanje nuklearnog oružja.